# Greatest Hits, Volume II
Greatest Hits, Volume II è un album di raccolta del gruppo musicale statunitense Chicago, pubblicato nel 1981.

## Tracce
Side 1
1. Baby, What a Big Surprise – 3:03
2. Dialogue (Part II) – 4:10
3. No Tell Lover – 3:47
4. Alive Again – 3:32
5. Old Days – 3:29

Side 2
1. If You Leave Me Now – 3:55
2. Questions 67 and 68 – 3:26
3. Happy Man – 3:15
4. Gone Long Gone – 3:57
5. Take Me Back to Chicago – 3:00

## Formazione
- Peter Cetera – basso elettrico, chitarra acustica, voce, cori
- Laudir de Oliveira – percussioni
- Terry Kath – chitarra acustica, chitarra elettrica, voce, cori
- Donnie Dacus – chitarra acustica, chitarra elettrica, cori
- Robert Lamm – tastiera, piano, voce, cori
- Lee Loughnane – tromba, flicorno, corno, chitarra, percussioni, cori
- James Pankow – trombone, percussioni, cori
- Walter Parazaider – sassofono, flauto, clarinetto
- Danny Seraphine – batteria, percussioni